# KBL 정규리그 MVP
한국남자프로농구 정규리그 최우수 선수상(MVP)은 매년 한국프로농구 정규리그에서 가장 뛰어난 활약을 보인 선수에게 주어지는 상이다. 1997년 처음 시상되었고 정규리그의 출전한 선수들 가운데 기자단 투표를 통해 선정된다.
| 시즌 | 선수 | 포지션 | 팀 |
| ---- | ---- | ------ | -- |